# Blake Masters

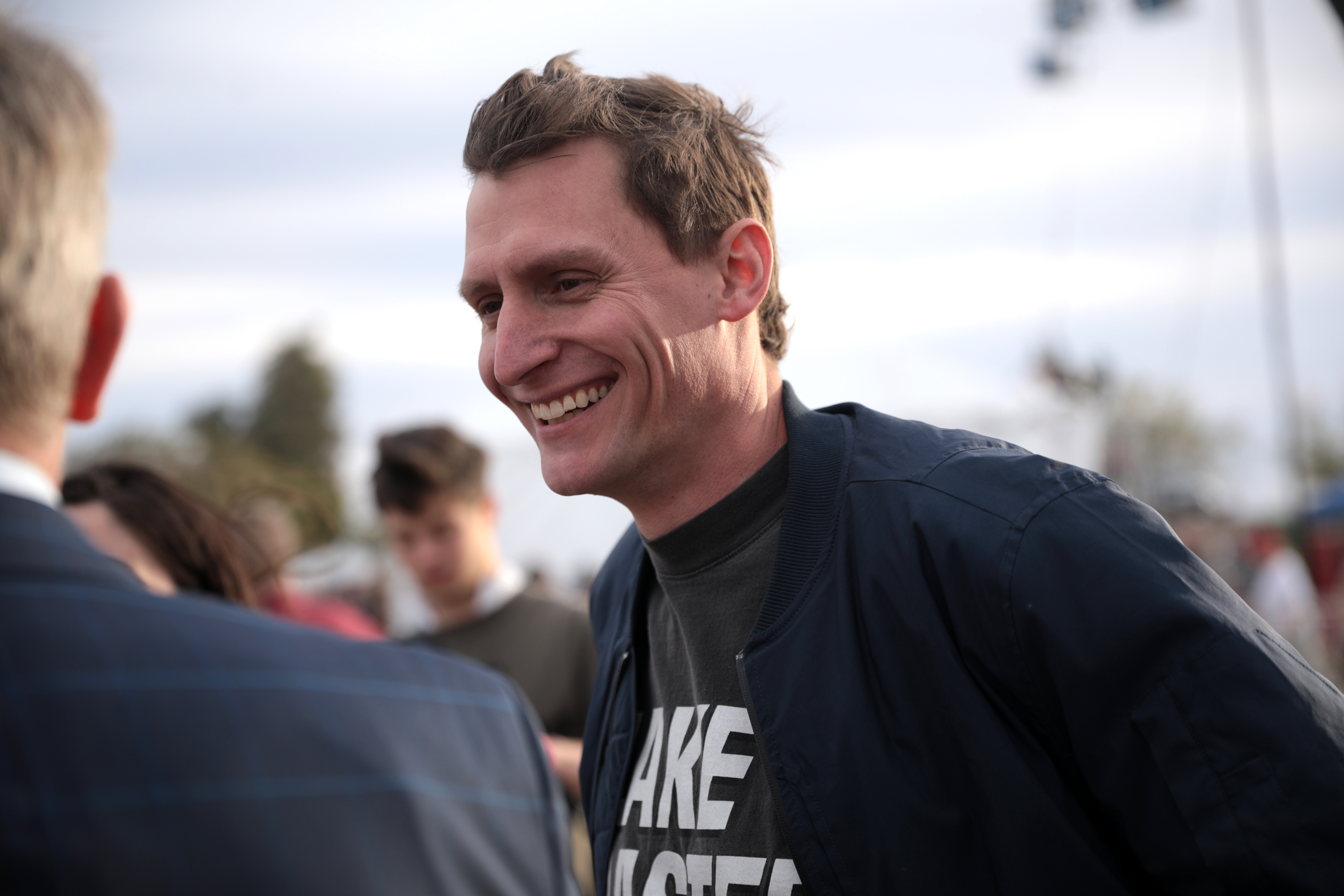
Blake Masters

Blake Gates Masters (* 5. August 1986 in Denver, Colorado) ist ein US-amerikanischer Jurist, Unternehmer, Autor und Politiker der Republikanischen Partei. Er kandidierte bei den Wahlen zum US-Senat in Arizona im Jahr 2022, unterlag jedoch dem demokratischen Amtsinhaber Mark Kelly. Masters ist der Präsident der Thiel Foundation und ein enger Protegé des Unternehmers Peter Thiel.

## Laufbahn
Masters wurde in Colorado geboren und wuchs in Tucson, Arizona, auf, nachdem seine Familie dorthin gezogen war, als er 4 Jahre alt war. Er studierte Politikwissenschaften an der Stanford University. Im Jahr 2010 arbeitete Masters vier Monate lang für einen United States Attorney, bevor er an die Stanford Law School wechselte. Im Januar 2011 lernte er in Stanford Peter Thiel kennen. Gemeinsam mit Peter Thiel schrieb Masters 2014 das Buch Zero to One: Notes on Startups, or How to Build the Future, das auf Notizen basiert, die Masters 2012 an der Stanford Law School gemacht hatte und die im Internet populär geworden waren. Masters war Mitbegründer von Judicata, einem juristischen Recherchedienst, im Jahr 2013. Die Website ging 2017 offiziell an den Start, obwohl Masters das Projekt bereits 2014 verlassen hatte. 2020 wurde das Unternehmen von Fastcase akquiriert.

### Politische Karriere
Masters wurde neben anderen Mitarbeitern von Thiel ausgewählt, um bei der Übergangszeit von Donald Trump ins Präsidentenamt im November 2016 mitzuwirken. Im Oktober 2019 deutete Masters an, dass er eine Vorwahlkandidatur gegen die republikanische US-Senatorin Martha McSally anstreben würde, wobei er die Meinung vertrat, dass McSally keine gute Kandidatin sei. Im Januar 2020 sagte Masters, dass er nicht kandidieren werde.
Im April 2021 tauchte Masters erneut als potenzieller Kandidat für die Senatswahlen in Arizona 2022 auf, nachdem er im Vorfeld einer möglichen Kandidatur gegen den amtierenden demokratischen Kandidaten Mark Kelly 10 Millionen Dollar von Peter Thiel erhalten hatte. Er verkünde offiziell am 12. Juli 2021 seine Kandidatur. Um seine Kandidatur zu finanzieren, verkaufte Masters NFTs (Non-Fungible Token) und kündigte an, dass die ersten 99 Spender, die mehr als 5.800 Dollar zu seiner Kampagne beisteuerten, eine limitierte Auflage des NFT erhalten würden, die den Zugang zu einem privaten Chat-Server und Live-Veranstaltungen sowie ein von Masters und Thiel signiertes Exemplar seines Buches ermöglichen würde. Innerhalb der ersten 36 Stunden hatte Masters allein durch den Verkauf von NFTs 575.000 Dollar für seine Kampagne eingesammelt. In den Vorwahlen am 2. August 2022 konnte Masters sich als Kandidat der Republikaner gegen seine Mitbewerber durchsetzen. Bei den Wahlen zum Senat der Vereinigten Staaten 2022 trat Masters an gegen den amtierenden Senator Mark Edward Kelly von der Demokratischen Partei sowie Marc Victor von der Libertarian Party, unterlag jedoch Mark Kelly.
In den folgenden Wahlen 2024 bewarb er sich in Arizonas 8. Kongresswahlkreis um einen Sitz im Repräsentantenhaus der Vereinigten Staaten. Trump sprach sich vor der Vorwahl für Masters Wahl und die Wahl von Abe Hamadeh aus. Hamadeh gewann die Vorwahl.

## Politische Positionen
Masters gilt als den libertären und nationalkonservativen Ansichten seines Mentors Peter Thiel nahestehend. Masters sprach sich gegen H-1B-Migrantenvisas und die Monopole der großen Big-Tech-Plattformen aus. Auch würde die Integrität von Wahlen und die Verhinderung von Wahlbetrug auf seiner Agenda stehen. Blake sprach sich auch für die Kontrolle der Grenze zu Mexiko aus und versprach, Kriminalität zu bekämpfen. Masters gab 2021 an, dass er Donald Trump für den legitimen Gewinner der Präsidentschaftswahl in den Vereinigten Staaten 2020 hält. Im August 2022 wurde bekannt, dass Masters alle Beiträge auf seiner Seite gelöscht hat, die seine strikte Position gegen Abtreibungen belegten, sowie Hinweise darauf, dass er die widerlegte Verschwörungstheorie (Big Lie) um die „gestohlene“ Wahl 2020 von Ex-Präsident Trump unterstützte.

## Persönliches
Masters ist katholisch, verheiratet und Vater von drei Kindern.